# Кожухов Михайло Юрійович
Михайло Юрійович Кожухов (16 грудня 1956) — радянський і російський журналіст, теле- та радіоведучий, сценарист, продюсер та мандрівник українського походження. Брав участь у створенні та веденні ряду телепрограм на різних російських телеканалах. Основну популярність здобув як ведучий програм «У пошуках пригод» і «Навколо світу» на телеканалі «Росія». З 2013 року — президент туроператора «Клуб подорожей Михайла Кожухова», що організовує авторські подорожі по всьому світу.

## Біографія
Народився 16 грудня 1956 року в Москві. 
У 1979 році закінчив Державний інститут іноземних мов, іспанське відділення перекладацького факультету (у тому числі один рік навчався в Гаванському університеті — за освітнім обміном).

### Професійна діяльність
У 1985-1989 роках працював власним кореспондентом «Комсомольської правди» в Афганістані, нагороджений орденом Червоної Зірки.
У 1989-1994 роках працював у газеті «Вісті», власкором в Південній Америці. Був ведучим «Міжнародної панорами».
З 1994 року працював у телекомпанії ВИD, був співавтором і провідним ведучим ток-шоу «Зроби крок», яке виходило на телеканалі «ТВ-6». Був ведучим програм «У світі людей» (ТВ- 6), «Стара квартира» (РТР), «Російський пантеон. XX століття» (Наше радіо), «Наркотики. Хроніка неоголошеної війни» та інших.
У 1998 році заснував ресторан на Покровці «Петров-Водкін» (за словами самого М. Кожухова, він був швидше художнім керівником). З листопада 1999 по січень 2000 року — прес-секретар голови Уряду Російської Федерації Володимира Володимировича Путіна.
У 2001 році нетривалий час вів телепередачу «Вірні друзі» на «Першому каналі» (ОРТ).
З листопада 2002 по серпень 2006 року — ведучий телепроєкту «У пошуках пригод» на телеканалі «Росія», завдяки чому отримав особливу популярність серед російськомовного населення по всьому світу.
З 2006 по 2007 рік — співведучий телепрограми «Навколо світу» на тому ж телеканалі. Покинув програму влітку 2007 року.
З грудня 2007 по червень 2008 року вів програму «Фабрика думки» на телеканалі «ТБ Центр». У 2009 році — ведучий восьмисерійного телепроєкту «У великому місті» на тому ж телеканалі, центром уваги в якому стало місто Москва.
У 2008-2011 роках випускав фільми про Туву, Хакасію, про традиційні промисли р. Бельова у рамках проєкту «Особи Росії», двосерійний фільм «Північний маршрут» про роботу ФСКН, документальне розслідування «Час „Ч“ для країни „А“», присвячене обставинам штурму палацу Аміну в Афганістані в 1979 році і інші.
У 2010 році вийшла програма «Охота до зміни місць» на каналі «Моя планета», в ній Михайло продовжує подорожі по світу. Восени 2010 року на каналі ТВ-3 стартував черговий проєкт подорожей — «Далеко і ще далі», де Михайло Кожухов відроджує свої пошуки, якщо не нового, то вже точно цікавого і таємничого (одне з нових напрямів) у всьому світі.
Окрім іншого, займається вільною журналістикою, спеціалізується на зйомках документальних фільмів і телепрограм.
У квітні 2013 року заснував «Клуб подорожей» Михайла Кожухова — туристичну компанію, яка спеціалізується на авторських подорожах по всьому світу.
У грудні 2013 року на екрани телеканалу «Росія-1» вийшов 4-серійний документальний цикл «„Нева“ і „ Надія“. Перше російське плавання довкола світу», де Михайло Кожухов виступив ведучим, співавтором сценарію і генеральним продюсером. У вересні 2016 року на цьому ж телеканалі вийшов двосерійний документальний фільм «Севморпуть. Дорога в льодах».
У 2015 році поділився своєю думкою щодо України:
У травні 2017 року брав участь в 4 випуску програми МегаГалілео на телеканалі CTCLove.
20 серпня 2017 зі скандалом залишив ефір пропагандистського телеканалу «Звезда», заявивши, що
Автор книги «Над Кабулом чужі зірки», яка вийшла у видавництві «Ексмо».
Вважає, що при створенні Європейського Союзу, він запозичив багато чого від досвіду Радянського Союзу, чого б не слід було б запозичувати.

## Життя та сім'я
Одружений із акторкою Оленою Кожуховою-Кравченко. Його батько — уродженець Харкова Юрій Миронович Блошанський (1924 р. н.), головний акушер-гінеколог м. Москви протягом 40 років. Мати — Галина Петрівна Кожухова-Петренко (1933—2009), журналіст — також має українське коріння.

## Нагороди і премії
- Орден Червоної Зірки
- Премія ТЕФІ в 2004 році в номінації «Кращий телеведучий»
- Національна туристична премія ім. Ю. Сенкевича
- Премія Спілки журналістів РФ «Золоте перо Росії» (2008)

## Деякі факти
- У 1993 році першим з радянських і пострадянських тележурналістів узяв інтерв'ю у Піночета, результат — міжнародний скандал.
- Кожухов володіє трьома іноземними мовами — англійською, іспанською і португальською. Також розуміє італійську мову.
- Михайло Кожухов відвідав і відвідує велику кількість країн. Але першою подорожжю за кордон (тоді ще за кордон СРСР) — стала подорож на Кубу (де Михайло Юрійович вчився рік по студентському обміну). За словами самого Кожухова, перша подорож — як перше кохання.
- Кожне літо Михайло Кожухов сплавляється по річці. Сплав по воді — рафтинг — улюблений вид спорту, у якому Михайло Кожухов має високий розряд.
- З 12 років колекціонує холодну зброю.
- На передачу «У пошуках пригод» були зроблені пародії в гумористичних програмах «ОСП-Студія» і «Велика різниця».
- «Фірмова» страва Михайла Кожухова — тушкований буряк за бабусиним рецептом.